# Arxipèlags Mediterranis (Archimed)
Arxipèlags Mediterranis, en anglès Mediterranean Archipelagus (Archimed), és un organisme de cooperació territorial creat el 6 de març de 2011 per part de diferents administracions subestatals pertanyents a 4 estats membres de la Unió Europea. Com indica el nom de l'organisme, aquestes administracions locals i regionals tenen la particularitat que són totes elles d'illes del Mediterrani.
Aquest organisme va adoptar la forma jurídica d'una ”agrupació europea de cooperació territorial” (AECT), que és una fórmula prevista per la normativa de la Unió Europea d'ençà 2006 i que li permet disposar així de personalitat jurídica pròpia. Les AECT són conegudes en anglès com a European Grouping of Territorial Cooperation (EGTC), i en italià com a Gruppo Europeo di Cooperazione Territoriale (GECT). Tot i l'aixopluc en la normativa europea, Archimed és un organisme regit pel dret públic italià, d'acord amb el Conveni constitutiu adoptat el 2010.  

## Els seus membres
Els membres actuals de l'AECT Arxipèlags Mediterranis (Archimed) són:
- D’Itàlia: les Regions (Regione) Sicília i Sardenya, l'ANCIM (Associazione Nazionale Comuni Isole Minori) que agrupa 35 municipis insulars, i el Col·legi universitari ARCES de Palerm. Adherits amb posterioritat també hi ha els municipis (comune) de Orroli, Catània i Taormina.
- De l'Estat espanyol: Govern de les Illes Balears.
- De Grècia: Govern de Creta.
- De Xipre: Agència de desenvolupament local de Lacarna.

## Els objectius
Segons el seu Conveni constitutiu, l'Agrupació té per objectiu promoure el desenvolupament de les diferents illes a partir de la cooperació en àmbits tant diversos com la gestió sostenible dels recursos naturals, el desenvolupament rural, la pesa, el transport i les comunicacions, la cultura i el turisme, la recerca i la innovació, l'energia, les iniciatives per a la integració social dels immigrants i la valorització de les relacions interculturals.
Un dels documents clau, renovat d'any en any, és la Carta de les illes del Mediterrani, on els participants recorden les prioritats de desenvolupament i insten les institucions europees a actuar-hi. Entre les propostes hi ha la de considerar el conjunt de les illes com un espai homogeni per a les polítiques comunitàries, les quals haurien d'assegurar com a mínim el mateix nivell de qualitat dels serveis sanitaris que al continent, si cal invertint més per a igualar el nivell dels serveis. Aquesta necessitat es constata encara amb més urgència a les illes petites. També s'hi preconitza la necessitat d'intercanvis entre metges insulars, així com també de l'ensenyament escolar i dels serveis de prevenció dels desastres naturals.

## El funcionament
Les llengües de treball són l'italià, el castellà, l'anglès i el francès. I, per al seu funcionament, Archimed disposa de diferents òrgans: Assemblea, President, Director i Secretariat Tècnic. L'Assemblea es reuneix com a mínim dos cops l'any (si cal en videoconferència) i és qui designa el President i el Director. El President és el representant legal d'Archimed i presideix les reunions del Secretariat Tècnic.
La seva seu social és al municipi de Taormina (Sicília), però té una seu administrativa –i principal lloc de contacte– a Roma.